# Карьямаа (деревня)
Ка́рьяма́а (эст. Karjamaa) — деревня в волости Алутагузе уезда Ида-Вирумаа, Эстония.
До административной реформы местных самоуправлений Эстонии 2017 года деревня входила в состав волости Алайыэ.

## География и описание

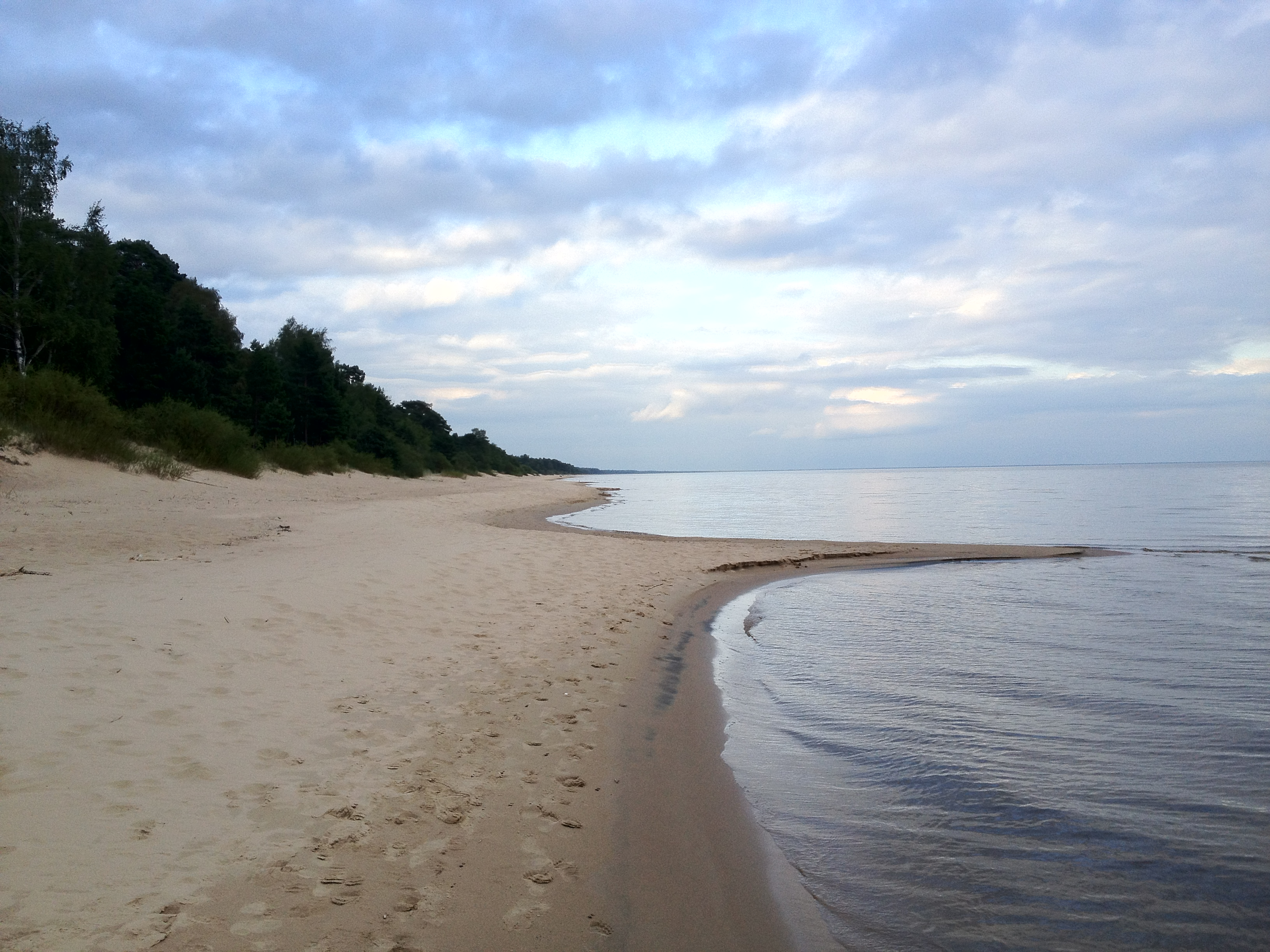
Берег Чудского озера в Карьямаа

Расположена на берегу Чудского озера в южной части уезда Ида-Вирумаа в 6 км к востоку от Алайыэ, в 30 км к югу от уездного центра — города Йыхви. 
Официальный язык — эстонский. Почтовый индекс — 79706.
Вокруг деревни множество дачных комплексов и домов отдыха, построенных промышленными предприятиями и шахтами Кохтла-Ярве в советское время, в том числе дом отдыха «Суви» между Карьямаа и Ремнику.

## Население
По данным переписи населения 2011 года, в деревне проживал 31 человек, из них 6 (19,4 %) — эстонцы.
По данным переписи населения 2021 года, в деревне насчитывалось 32 жителя, из них 7 (21,9 %) — эстонцы.
Численность населения деревни Карьямаа по данным переписей населения:
| Год  | 2000 | 2011 | 2021 |
| ---- | ---- | ---- | ---- |
| Чел. | 32   | ↘ 31 | ↗ 32 |